# Nicolas Rémy
Nicholas Remy (também conhecido como Rémy ou Remigius) (1530–1616) foi um magistrado francês que se tornou famoso como caçador de bruxas comparável a Jean Bodin e De Lancre. Após estudar direito na Universidade de Toulouse, Remy praticou em Paris de 1563 até 1570. Em 1570, seu tio aposentou-se como tenente-general de Vosges e Remy foi apontado para o posto; em 1575 foi indicado como secretário do duque Carlos III da Lorena.
Remy escreveu uma porção de poemas e vários livros sobre história, mas é conhecido pelo seu Daemonolatreiae libri tres ("Demonolatria"), publicado em Lyon em 1595. O livro foi reimpresso várias vezes, traduzido para o alemão e, eventualmente, substituiu o Malleus Maleficarum como o manual de caça às bruxas mais reconhecido em partes da Europa.
De acordo com Remy, o Diabo poderia aparecer ante as pessoas na forma de um homem ou animal negro e apreciava missas negras. Demônios poderiam também manter relações sexuais com mulheres e, caso estas não concordassem, cometeriam estupro.
Entre 1591 e 1606, ele condenou centenas de pessoas na fogueira por satanismo. Não há como corroborar isso através de registros que tenham sobrevivido, mas Remy citou mais de cem casos específicos em Demonolatria.
Ele professava a fé católica e realizou seu trabalho com as bençãos da Igreja, porém não era sacerdote e casou-se pelo menos uma vez (possivelmente duas) e teve vários filhos. Um deles, um filho favorito, foi supostamente morto num acidente quando Remy ainda iniciava sua carreira jurídica, após ser amaldiçoado por uma mendiga idosa à qual ele se negou a dar esmolas. Este incidente de 1582 deu início à carreira de caçador de bruxas de Remy. Teve sucesso em processar a mendiga por enfeitiçar seu filho e ela obteve pena de morte. Encontrar bruxas tornou-se um assunto muito pessoal para Remy.
Em 1592 Remy aposentou-se e se mudou para o interior fugindo da peste. Lá, compilou notas de sua campanha de dez anos contra a bruxaria em Demonolatria.

## Representação fictícia
Na série televisiva de 1988 Werewolf, Nicholas Remy é mostrado como um lobisomem que está vivo desde a época da Inquisição. O personagem foi interpretado por Brian Thompson.